# Tibod, Harghita
Tibod (maghiară Tibód) este un sat în comuna Dealu din județul Harghita, Transilvania, România.

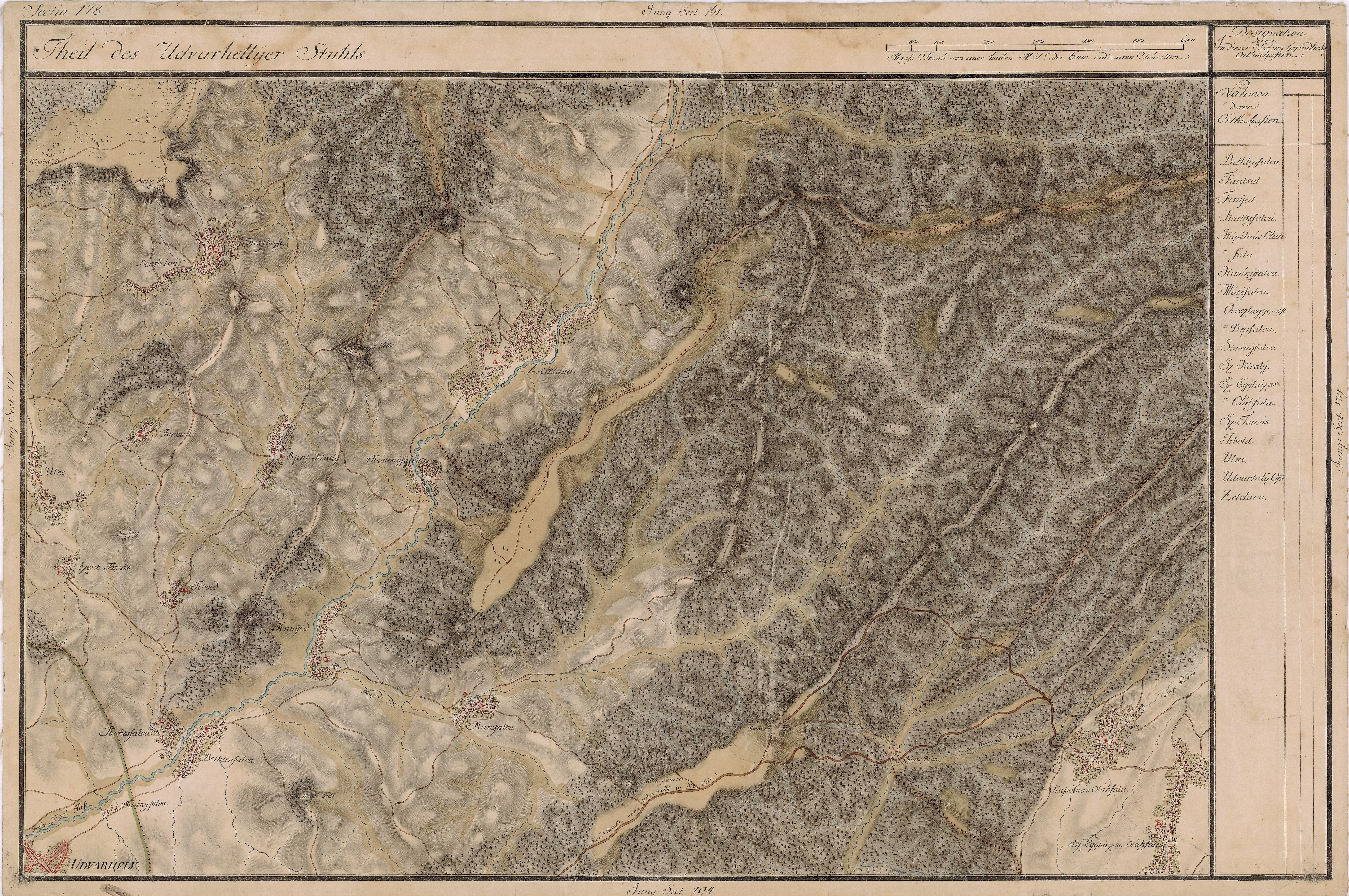
Tibod în Harta Iosefină a Transilvaniei, 1769-73

## Imagini

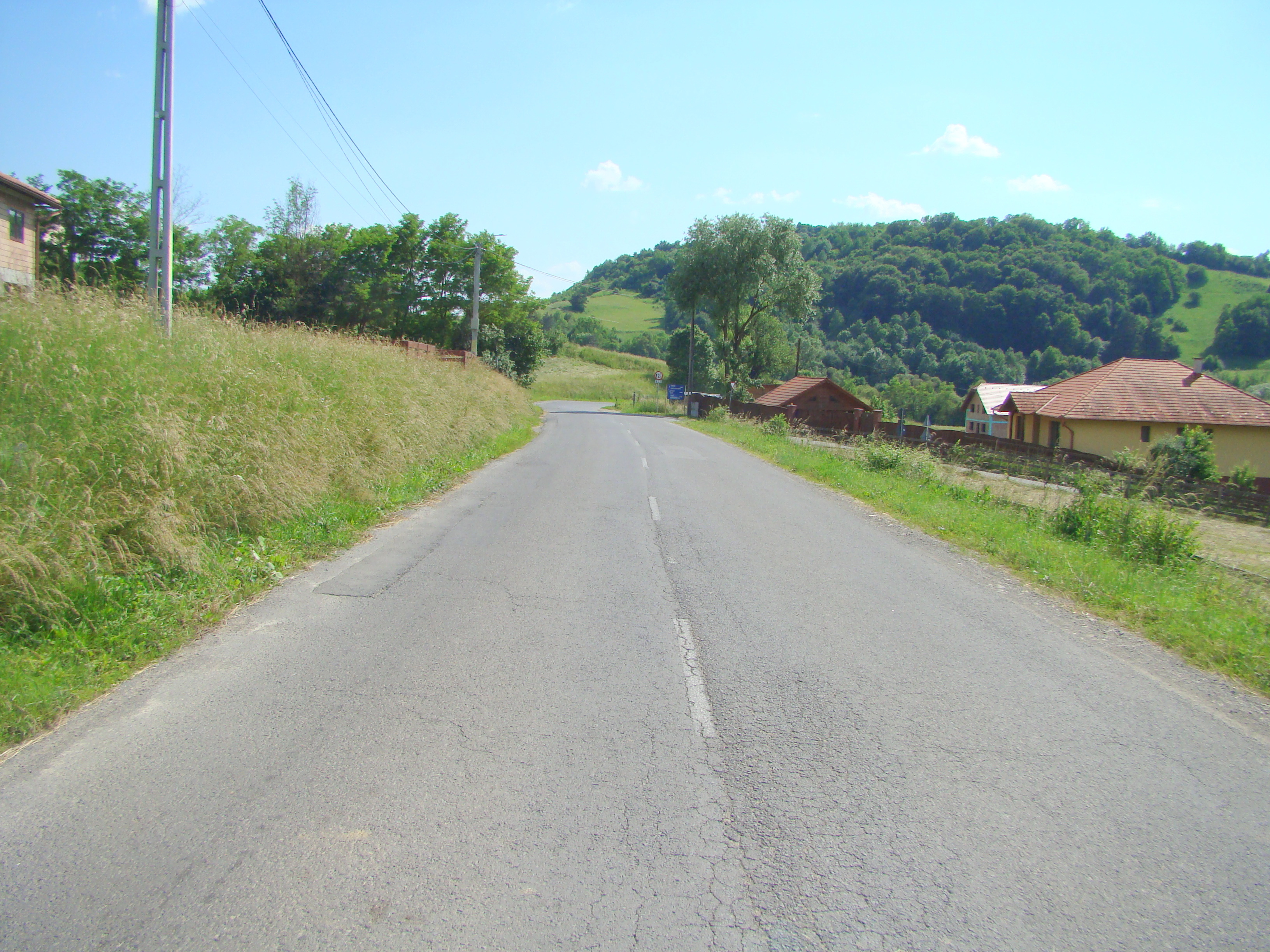
DJ 134 B spre Tibod
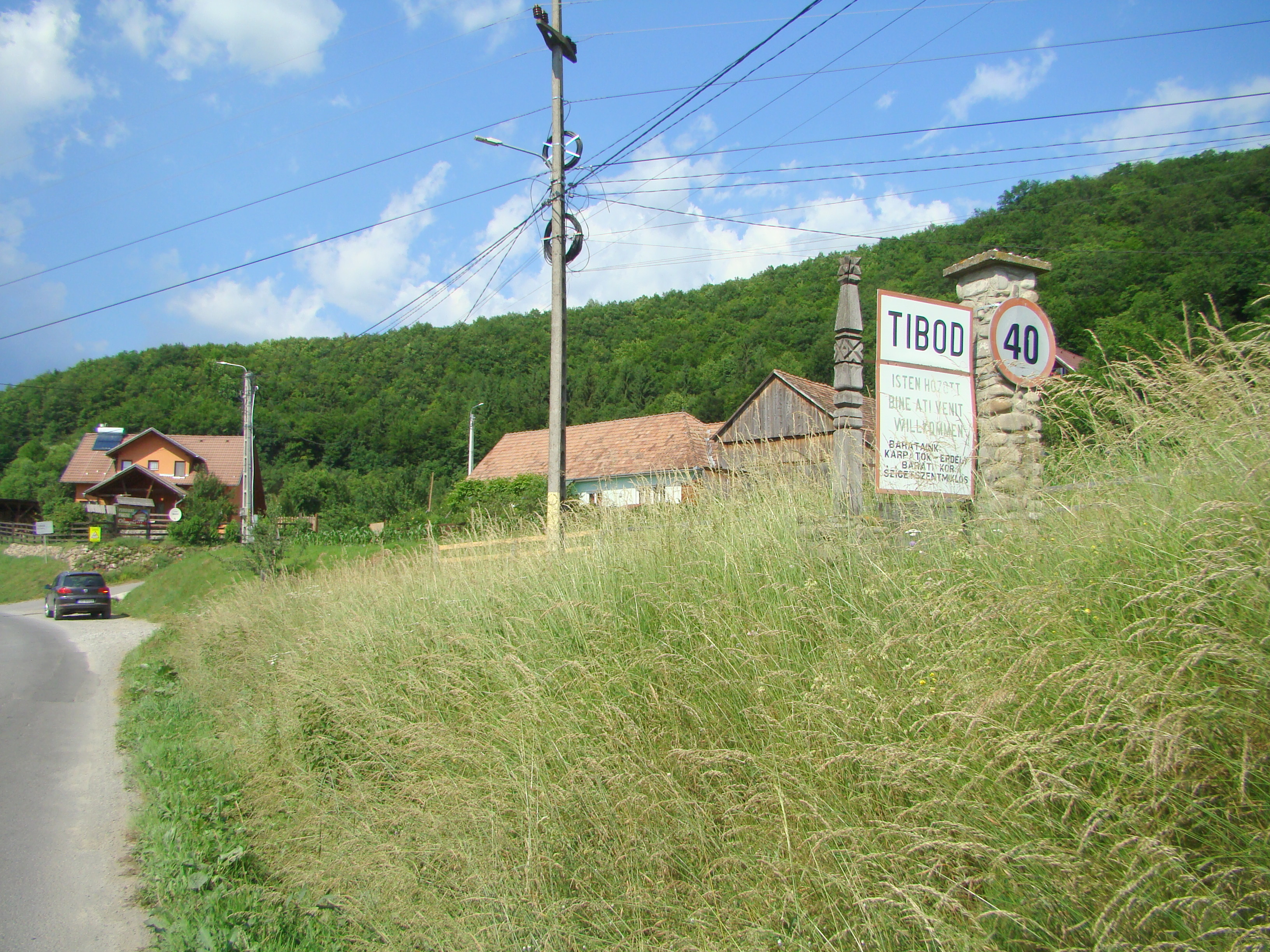
Intrarea în localitate
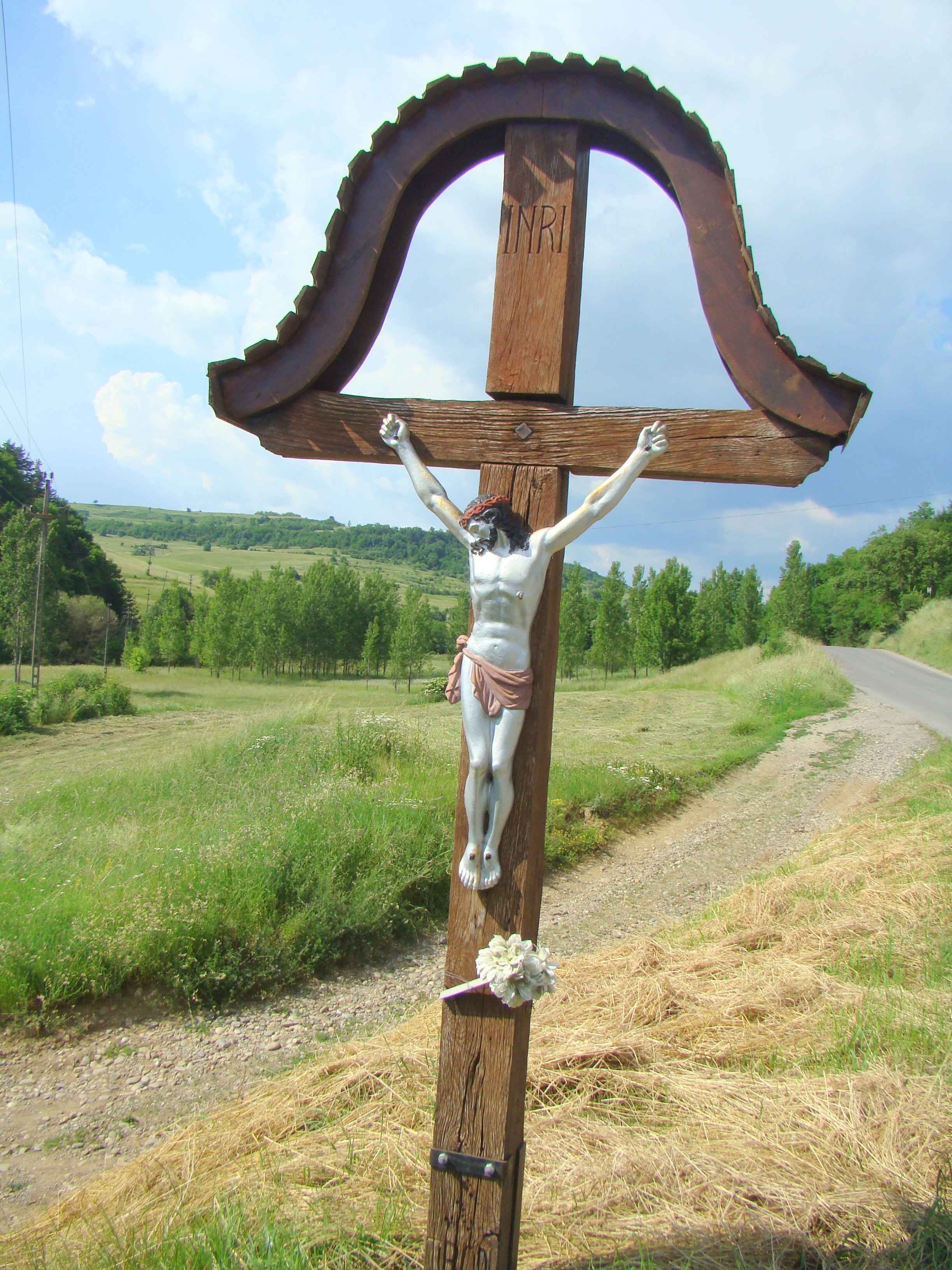
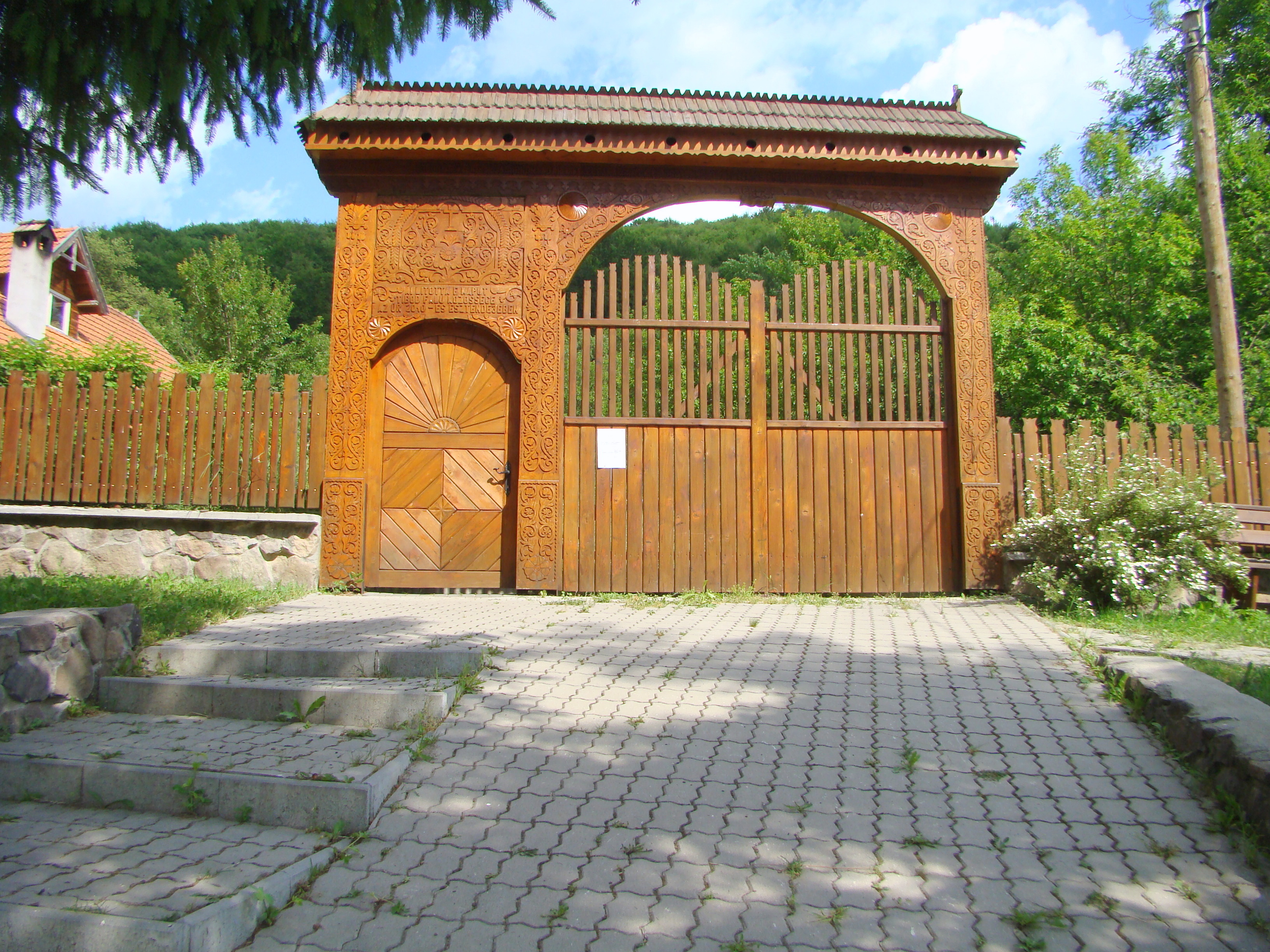
Poartă secuiască de lemn
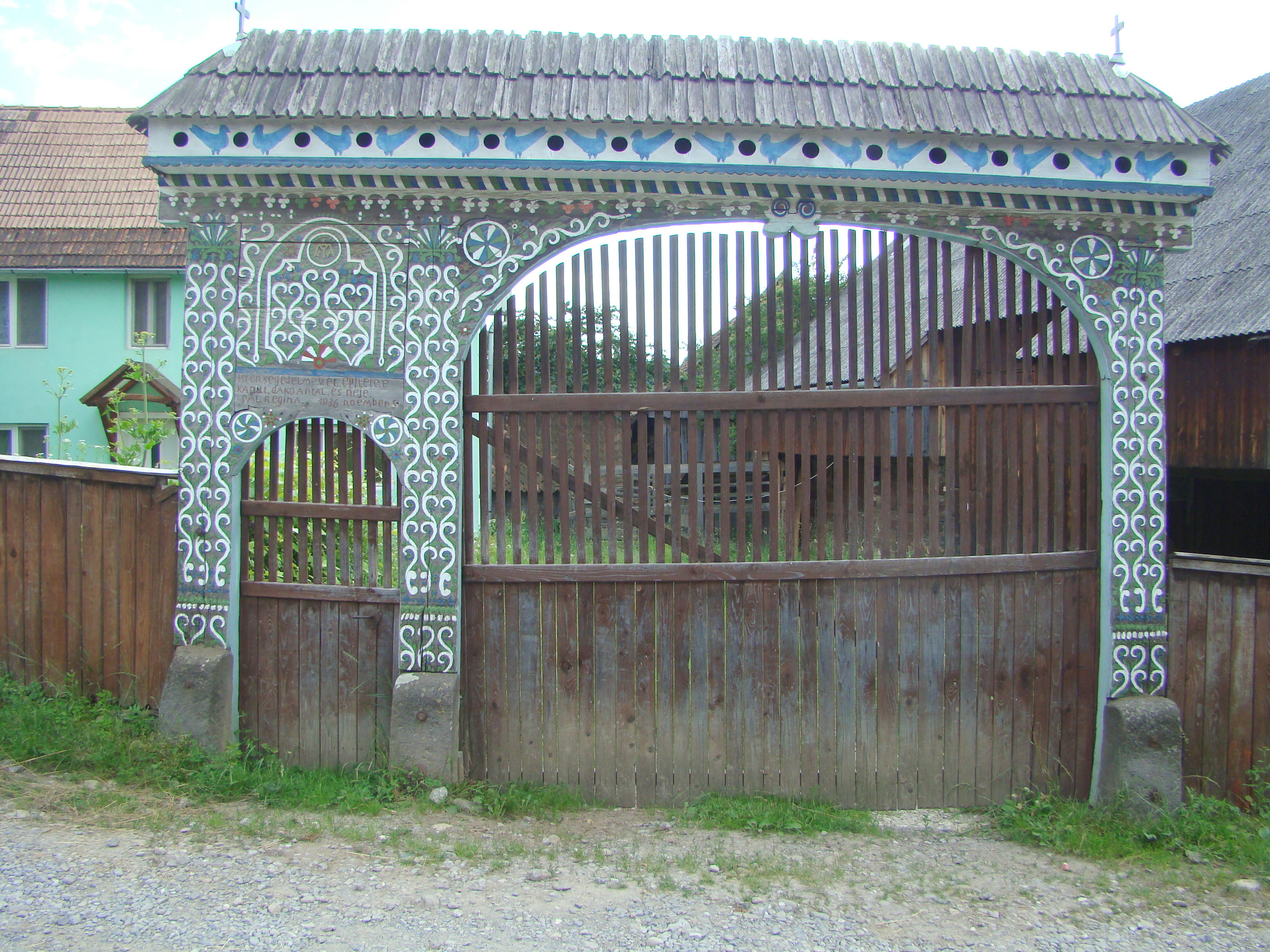
Poartă secuiască de lemn
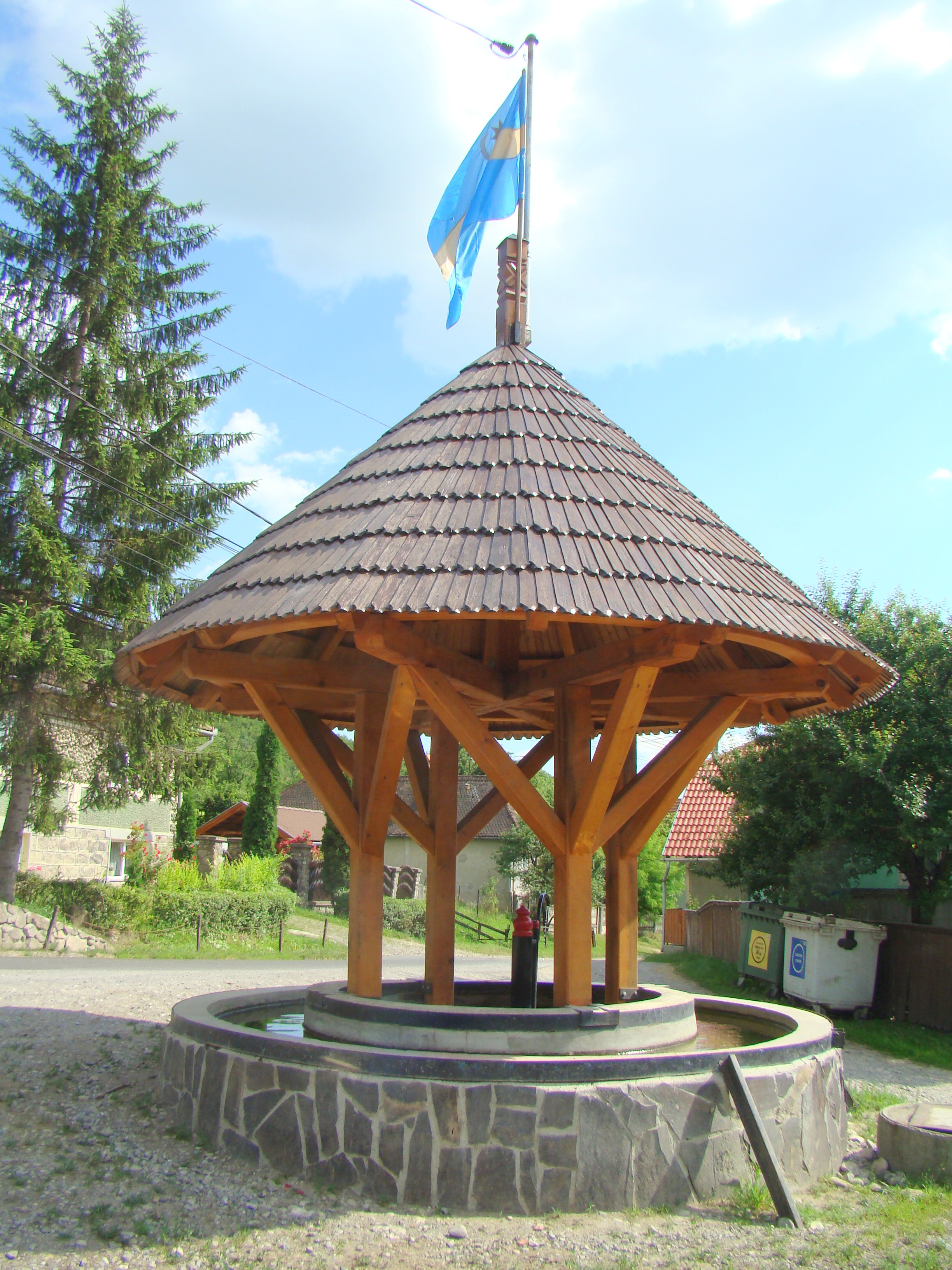
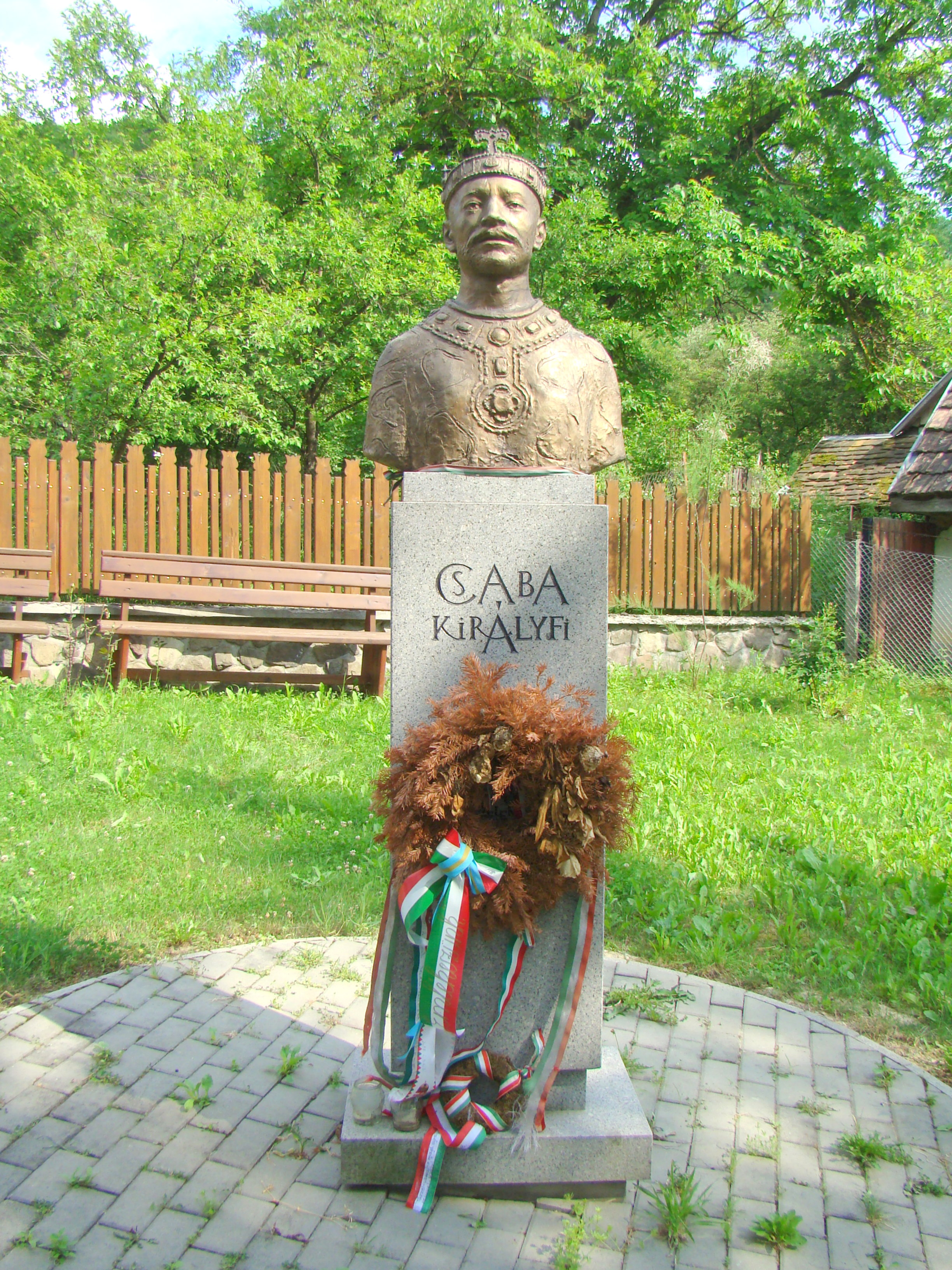
Bustul lui Csaba királyfi
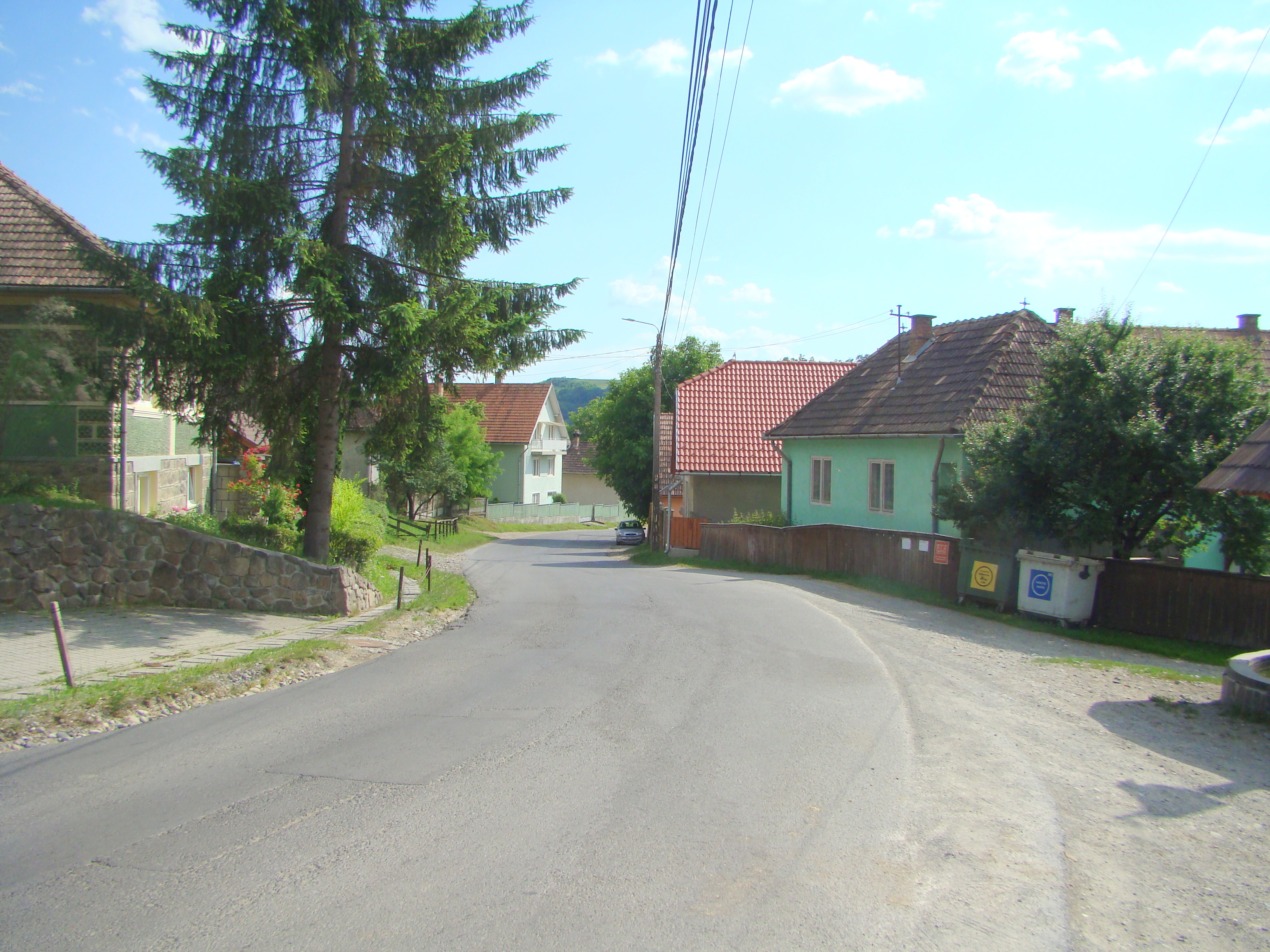

 Acest articol despre o localitate din județul Harghita este deocamdată un ciot. Puteți ajuta Wikipedia prin completarea lui.